# Бадалоккио

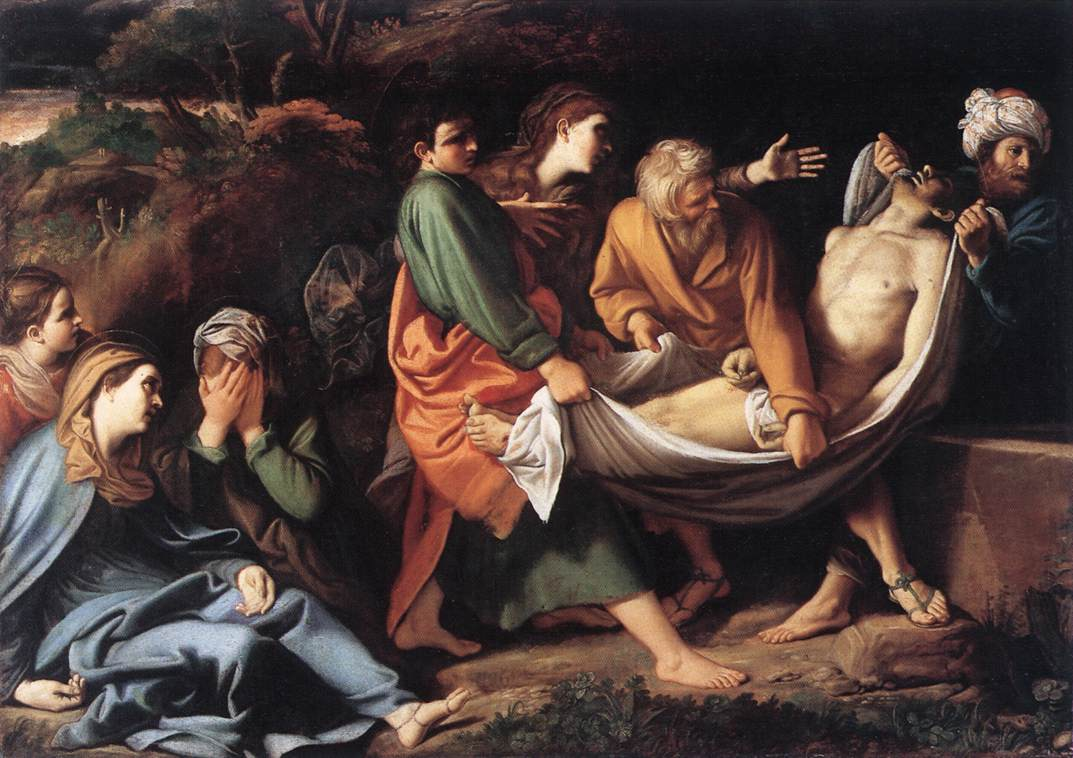
Погребение Христа, ок. 1610, Галерея Боргезе, Рим

Бадалоккио (также Систо Роза, Badalocchio) — гравёр по меди, ученик Аннибала Караччи.
Родился в Парме 22 июня 1585 года. Родители — Джованни и Маргарита. Существует версия, что он был учеником и помощником Агостино Карраччи в те годы, когда тот работал над фресками в Палаццо дель Джардино. Затем работал в Риме с Аннибале Карраччи.Как бывшего ученика Академии Карраччи в Болонье, тот позвал его работать над капеллой Эррера в церкви Сан-Джакомо-дельи-Спаньоли в Риме. Совместная деятельность двух мастеров продолжалась до 1609 года. Затем Систо вернулся в Парму.
Вместе с Ланфранко сделал 23 гравюры к Библии Рафаэля. Работы Бадалоккио можно видеть в Реджио (купол св. Иоанна), в Гуальтьери, в герцогском дворце (подвиги Геркулеса) и в Парме (св. Франциск у капуцинов).
Художник умер в 1647 году.